# La Laigne
La Laigne település Franciaországban, Charente-Maritime megyében. Lakosainak száma 494 fő (2022. január 1.). La Laigne Benon, Cram-Chaban és La Grève-sur-Mignon községekkel határos.

## Népesség
A település népességének változása:
| Lakosok száma | 336  | 272  | 243  | 267  | 462  | 479  | 474  | 480  | 482  | 494  |
|               | 1968 | 1982 | 1990 | 2006 | 2013 | 2015 | 2017 | 2019 | 2020 | 2022 |